# Aedes breedensis
Aedes breedensis är en tvåvingeart som beskrevs av Muspratt 1953. Aedes breedensis ingår i släktet Aedes och familjen stickmyggor. Inga underarter finns listade i Catalogue of Life.